# Lavochkin-Gorbunov-Goudkov LaGG-3
El Lávochkin-Gorbunov-Goudkov LaGG-3 (en ruso: ЛаГГ-3) fue un caza monomotor de ala baja fabricado por la oficina de diseño soviética Lavochkin a principios de los años 40 a partir del LaGG-1, y que entró en servicio en la Fuerza Aérea Soviética, con la que participó en la Segunda Guerra Mundial en el momento de la invasión alemana en 1941. Sirvió de base para la construcción del Lavochkin La-5, que a la vez fue la base del Lavochkin La-7.

## Desarrollo
La principal deficiencia del LaGG-1 era su potencia. Se probó una versión más potente y con sobrecompresor del Klimov M-105. La mejora fue escasa, y sin la alternativa de otra planta motriz, la única solución era aligerar el avión. El equipo LaGG examinó nuevamente el diseño, y redujo lo más posible la estructura. Se añadieron slaps fijos a las alas para mejorar la trepada y maniobrabilidad, se incrementó la capacidad de combustible y se instaló una hélice tripala. El incremento de peso fue paliado con la instalación de armamento ligero. Con esta configuración el prototipo I-22 fue redesignado I-301 ordenándose su producción en serie como LaGG-3, modelo que reemplazó inmediatamente al LaGG-1.
El resultado aún no era suficientemente bueno, aunque se acercó en prestaciones y superó en maniobrabilidad a su rival, el alemán Messerschmitt Bf 109F. A pesar de haberse aligerado el peso y sobrealimentado el motor, el LaGG-3 estaba escaso de potencia y era muy impopular entre los pilotos. La innovadora construcción era enteramente de madera, excepto las superficies de control, que eran de estructura metálica recubierta de tela; el fuselaje, la unidad de cola y las alas presentaban estructura básica de madera que se revistió con tiras diagonales de contrachapado pegadas al conjunto con resina termoestable de fenol-formaldehído. El avión siguió siendo de baja calidad (como su predecesor el LaGG-1), circulando como broma las siglas LaGG como "Ataúd Lacado Garantizado" (Lakirovanny Garantirovanny Grob - лакированный гарантированный гроб). Algunos aviones proporcionados a la línea del frente eran hasta 40 km/h más lentos de lo que deberían de ser, y algunos otros no eran aerodinámicos. La principal ventaja en combate del LaGG-3 era su fuerte estructura. A pesar de que el contrachapado no ardía, los destrozos causados por las municiones de alto explosivo eran considerables.
El LaGG-3 fue mejorado durante su producción, dando como resultado 66 variantes menores en los 6.258 aviones que fueron construidos. Experimentos con el cambio de motorización (motor radial) en el LaGG-3 finalmente resolvieron los problemas de potencia, y dieron lugar al Lavochkin La-5.

## Variantes
Serie Cuatro
La ametralladora UBS de 12,7 mm ubicada entre los bloques de cilindros fue reemplazada por un cañón ShVAK de 20 mm con 120 cartuchos de munición. Debido a la caída en la calidad de la construcción, las características de desempeño de los aviones disminuyeron. La velocidad es de 549 km / h. velocidad de ascenso 600 m / min. Alcance 870 km.
Serie 7
A partir de la aeronave n. ° 3121715, se instaló el motor M-105PA  , que desarrolla la misma potencia que el M-105P pero tiene un carburador sin flotador. La capacidad de cada tanque en las consolas se redujo en 40 litros, el llenado completo se redujo a 340 kg. Ruedas más grandes de 650 × 200 mm. Peso 3280 kg. La velocidad máxima es de 549 km / h.
Serie 8
Se eliminaron 2 ShKAS, después de lo cual el LaGG-3 perdió su ventaja en una segunda salva en comparación con el Yak-1 más ligero . Se utilizaron cinco aviones de esta serie para probar varios cañones de motor, uno de ellos estaba armado con un VYa-23 experimental (la producción en serie del Vya-23 se estableció en la planta n. ° 2 en Kovrov desde abril de 1942). Algunos de los vehículos recibieron una cámara vertical ATA-1 instalada en el fuselaje trasero. El inicio de la producción es agosto de 1941.
Serie 11
La reserva de combustible se redujo una vez más, a 260 kg (los tanques en voladizo fueron completamente abandonados). El armamento se redujo a un BS izquierdo y un cañón motorizado ShVAK (de 70 aviones de la serie 10). Se instaló un nuevo motor M-105PA con carburador de membrana. Los vehículos están equipados con 6 armas de cohetes (RO), el prototipo fue el avión n.º 3121422 (22 aviones de la serie 4 equipados con ocho RO), bastidores de bombas externos (D3-40) y también sirvieron como puntos de fijación para tanques de combustible suspendidos. El comienzo del lanzamiento es septiembre de 1941.
Serie 23
Se ha cambiado el diseño de la unidad de cola. Un pequeño número de máquinas recibió la hélice VISH-105SV. Lanzamiento de 20 episodios - finales de invierno-primavera de 1942.
Serie 29
Algunos de los últimos aviones de la serie 28 recibieron el motor M-105PF forzado por sobrealimentación. Potencia máxima a una altitud de 2700 metros. Potencia de despegue 1210 CV pp., nominal a una altitud de 700 metros - 1260 litros. de. El colector de escape fue reemplazado por tres tubos de escape gemelos. Se restauraron los tanques en voladizo. De la serie 29, todos los aviones estaban equipados con el M-105PF. Armamento: un cañón ShVAK y una ametralladora BS
Desde agosto de 1942, el transceptor RSI-3 fue reemplazado por el transceptor RSI-4 Malyutka HF, que permite una sintonización suave en el rango de frecuencia de 3.7 a 6.05 MHz . Algunas máquinas recibieron la hélice VISH-105SV, que se transferirá por completo de la serie 33. El inicio de la producción es junio de 1942.
Serie 34
Modificación antitanque. En lugar de ShVAK - NS-37 . Los primeros LaGG-3 (unos 40 vehículos) aparecieron en el frente cerca de Stalingrado en el otoño de 1942.
En octubre de 1941, por primera vez en la URSS, OKB - 301 bajo el liderazgo de M.I.Gudkov probó con éxito el LaGG-3 equipado con un arma de gran calibre: el arma Shpitalny Sh-37 en el frente cerca de Vyazma . Debido a la falta de fiabilidad del Sh-37, fue reemplazado por el cañón Nudelman  - Suranov NS-37 . El avión recibió el nombre K-37, pero no entró en producción debido a la falta de capacidad de producción libre del sistema NKAP.
35a serie
Lamas automáticas instaladas. El tubo de pitot ubicado en el ala derecha se movió debajo del ala. El radiador con una sección transversal aumentada, respectivamente, una entrada de aire más grande. Rueda trasera retráctil. Graduado desde agosto de 1942 hasta la primavera de 1943. Produjo solo la fábrica de aviones número 31 (Tbilisi), evacuado de Taganrog en octubre de 1941, diseñador jefe de OKB-31, gerente de proyecto para la creación de LaGG-3 - V.P. Gorbunov . La planta de aviones número 31 desde finales de 1942 hasta mediados de 1944 fue la única planta que produjo LaGG-3.
Serie 66
La última serie para LaGG-3 y el último avión con motor refrigerado por líquido creado en OKB-21 bajo el liderazgo de S. A. Lavochkin en Gorky. Tenía un marco ligero. La masa de la aeronave es de 2990 kg. Las pruebas comparativas del avión de la serie 66 con máquinas de lanzamientos anteriores, producidas en el Instituto de Investigación de la Fuerza Aérea en Sverdlovsk, mostraron que esta modificación tiene las mejores características entre el LaGG-3 de todos los lanzamientos. La velocidad en el suelo es de 542 km / h,  591 km / h en altitud. La velocidad de ascenso es de 900 m / min, el techo es de 9600 metros. Algunas unidades están unificadas con el Yak-1B. Vidrio frontal a prueba de balas como en La-5 (vidrio blindado de 55 mm de espesor). Estreno desde la primavera de 1943 hasta julio de 1944 en la planta número 31 de Tbilisi. Se considera la serie final.
Uno de los regimientos armados con estos aviones fue el 926º Regimiento de Aviación de Combate , que el 24 de marzo de 1943 recibió 32 LaGG-3 ligeros llamados "Georgia soviética" [8] .

## Usuarios
Alemania
- Luftwaffe: utilizó algunos aparatos capturados para la realización de pruebas.

 Finlandia
- Fuerza Aérea Finlandesa: utilizó 3 aparatos capturados.[2]

 Japón
- Fuerza Aérea del Ejército Imperial Japonés: utilizó un aparato capturado para evaluación.[3]

 Unión Soviética
- Fuerza Aérea Soviética

## Especificaciones (LaGG-3 serie 66)
Referencia datos: Jane's Fighting Aircraft of World War II

### Características generales
- Tripulación: Uno (piloto)
- Longitud: 8,81 m
- Envergadura: 9,8 m
- Altura: 2,54 m
- Superficie alar: 17,4 m²
- Peso vacío: 2205 kg
- Peso cargado: 2620 kg
- Peso máximo al despegue: 3190 kg
- Planta motriz: 1× motor lineal V-12 refrigerado por líquido Klimov M-105PF.
  - Potencia: 924 kW (1239 hp)
- Hélices: tripala de velocidad constante

### Rendimiento
- Velocidad nunca excedida (Vne): 575 km/h
- Alcance: 1000 km
- Techo de vuelo: 9700 m (31 800 pies)
- Régimen de ascenso: 14,9 m/s (2930 pies/min)
- Carga alar: 150 kg/m2 (31 lb/sq ft)
- Potencia/peso: 0,350 kW/kg (0,213 hp/lb)

### Armamento
- Ametralladoras: 

  - 2x Berezin UB de 12,7 mm

- Cañones: 

  - 1x ShVAK de 20 mm
- Cohetes: 

  - 6x RS-82 o RS-132 hasta un total de 200 kg.

### Desarrollos relacionados
- Lavochkin-Gorbunov-Goudkov LaGG-1
- Lavochkin La-5
- Lavochkin La-7

### Aeronaves similares
- Focke-Wulf Fw 190
- Messerschmitt Bf 109
- Bell P-39 Airacobra
- Curtiss P-40
- Dewoitine D.520
- Macchi M.C.202 Folgore
- Kawasaki Ki-61
- Hawker Hurricane
- Supermarine Spitfire
- Mikoyan-Gurevich MiG-1
- Yakovlev Yak-1

### Secuencias de designación
- Aviones de caza de Lavochkin: LaGG-1 • LaGG-3 • La-5 • La-7 • La-9 • La-11 • La-15

### Listas relacionadas
- Anexo:Cazas de la Segunda Guerra Mundial